# Kończyna dolna

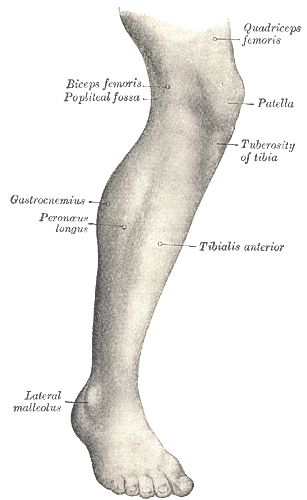
Kości i mięśnie kończyny dolnej

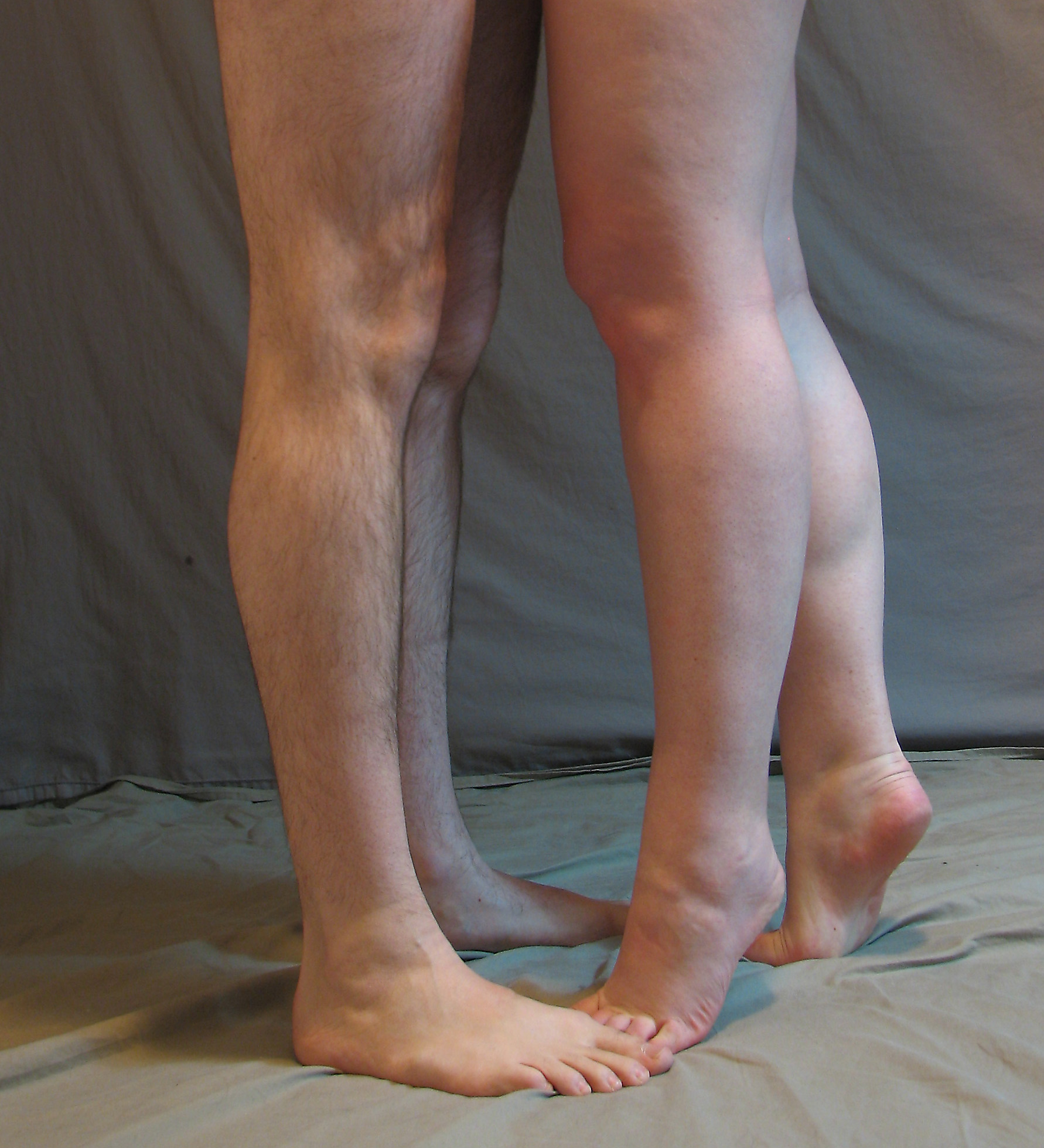
Męskie i żeńskie kończyny dolne

Kończyna dolna (łac. membrum inferior) – narząd podpory ciała i lokomocji człowieka. 
W toku ewolucji, w wyniku uzyskania przez człowieka pionowej postawy ciała, jego masa została oparta na podeszwach stóp. Skutkiem tego było przekształcenie kośćca oraz mięśni kończyny tylnej w główny narząd podporowy służący do przemieszczania się.
Topograficznie w skład kończyny dolnej wchodzą:
- biodro,
- udo,
- podudzie (goleń),
- stopa.

## Układ kostny
W skład kończyny dolnej wchodzą następujące kości:
Kościec biodra:
- kość biodrowa (os ilium)

Kościec uda:
- kość udowa (femur)
- rzepka (patella)

Kościec podudzia:
- kość piszczelowa (tibia)
- kość strzałkowa (fibula)

Kościec stopy:
Kości stępu (ossa tarsi)
- kość skokowa (talus)
- kość piętowa (calcaneus)
- kość łódkowata (os naviculare)
- kość sześcienna (os cuboideum)
- trzy kości klinowate (ossa cuneiformia): boczna, pośrednia i przyśrodkowa.

Kości śródstopia (ossa metatarsalia)
- Kość śródstopia od I do V

Kości palców (ossa digitorum pedis)
- Paliczki stopy

Kość udowa łączy się z kośćmi podudzia w stawie kolanowym. Kończyna dolna łączy się z tułowiem za pośrednictwem obręczy utworzonej przez miednicę.

## Układ mięśniowy
Patrz: Mięśnie kończyny dolnej